# Jiří Mičánek
Jiří Mičánek jr. (* 12. září 1986) je český automobilový závodník a manažer závodního týmu Mičánek Motorsport - divize Lamborghini. Drží čtyři tituly mistra České republiky a dva tituly vicemistra České republiky v automobilovém sportu. Je synem dalšího úspěšného českého automobilového závodníka Jiřího Mičánka. Tým v roce 2019 spojil své síly s týmem Buggyra Racing a vznikl nový projekt Mičánek Motorsport powered by Buggyra ACCR.
Od roku 2015 se Jiří Mičánek jr. věnuje manažerské roli v týmu Mičánek Motorsport, s vozy Lamborghini Gallardo Supertrofeo uspěl na špičce českého motorsportu. V sezóně roku 2018 obhájil tým Mičánek Motorsport titul mistra České republiky a Zóny Střední Evropy s vozem Lamborghini Huracán Super Trofeo Evo. Od roku 2019 tým startuje se dvěma vozy Lamborghini v prestižním značkovém šampionátu Lamborghini Super Trofeo, v roce 2022 si připsal čtyři vítězství ve třídě PRO-AM. 
V roce 2023 Jiří Mičánek spustil juniorský závodní program v seriálu FIA CEZ - ESET Cup. Jáchym Galáš a Matěj Pavlíček v seriálu suverénně získali tituly mistra a vicemistra ČR ve třídě GTC. Zároveň pokračovalo angažmá v Lamborghini Super Trofeo, kde tým získal dvě třetí místa. 
V roce 2024 se tým soustředil na závodní sérii Lamborghini Super Trofeo, kde nově angažoval slovenského pilota Štefana Rosinu ml., který závodí v posádce s Bronislavem Formánkem. Druhou posádku tvořila úspěšná juniorská dvojice Jáchym Galáš - Matěj Pavlíček. Sezona skončila dosud největším úspěchem v týmové historii - Rosina a Formánek totiž vybojovali titul v nabité třídě Pro-Am. Mimo to mohla stáj Jiřího Mičánka oslavovat titul také další střeoevropský úspěch. Jakub Knoll a Josef Záruba suverénně ovládli vytrvalostní závody třídy GTC v zónovém šampionátu FIA CEZ.  

## Začátek kariéry
S otcem, který je 25násobným mistrem České republiky v závodech do vrchu a na okruzích, vítězem Alpsko-dunajského poháru a držitelem zlatého volantu, Jiří Mičánek jr. jezdil na závody od pěti let. Ve čtrnácti letech udělal okruhovou školu a začal závodit. První titul mistra České republiky získal ve své třetí závodní sezoně. Závodil v národní formuli, formuli BMW, Porsche Carrera Cupu, Porsche a českých šampionátech na okruzích.

## Závodní kariéra

### 2024
- Závody do vrchu
  - Maverick Hill Climb Czech
    - Brněnský drak I/Automotodrom Brno - 2x 1. místo ve třídě E1+3000/2WD

  - MČR v závodech do vrchu
    - Zámecký vrch/Náměšť nad Oslavou – 2. a 3. místo ve skupině 2
- Závody na okruzích
  - FIA CEZ
    - Vytrvalost GTC
      - Rakousko/Red Bull Ring – 2. místo (spolujezdec Libor Dvořáček)

### 2023
- Závody do vrchu - Mistrovství ČR - Skupina 2 - absolutně 4. místo
  - Brněnský drak I / Automotodrom Brno - 2x 2. místo
  - Zámecký vrch / Náměšť nad Oslavou - 2x 2. místo
  - Ústecká 21 / Ústí nad Orlicí - 2x 2. místo
  - Brněnský drak II / Automotodrom Brno - 2x 1. místo

### 2022
- Závody do vrchu - Mistrovství ČR - Skupina 2 - absolutně 2. místo
  - Brněnský drak I / Automotodrom Brno - 2x 1. místo
  - Zámecký vrch / Náměšť nad Oslavou - 2x 2. místo
  - Ústecká 21 / Ústí nad Orlicí - 2x 2. místo
  - Brněnský drak II / Automotodrom Brno - 2x 2. místo
- FIA CEZ - Mezinárodní mistrovství ČR automobilů na okruzích
  - Hungaroring - 1. místo v závodu Endurance (posádka B. Formánek - J. Mičánek)

### 2021
- Závody do vrchu - Maverick Hill Climb Czech - kat. E1 +2000 4WD
  - Zámecký vrch / Náměšť nad Oslavou - 1x 1. místo, 1x. 2. místo
  - Brněnský drak I / Automotodrom Brno - 1x 1. místo, 1x. 2. místo
  - Brněnský drak II / Automotodrom Brno - 1x 1. místo, 1x. 2. místo

### 2012
- Porsche Super Sport Cup - Deutschland - 2. místo Hockenheimring

### 2011
- Porsche Super Sport Cup - Deutschland - 2. místo

### 2010
- Mistr ČR v ZAO, D4 do 3500 cm³ – vytrvalostní závody
- Mistr ČR v ZAO, D4 do 3500 cm³ – sprinty (Porsche RSR)

### 2009
- Mistr ČR v ZAO, D4 do 3500 cm³ – vytrvalostní závody
- Vicemistr v ZAO, D4 do 3500 cm³ – sprinty (Porsche 997 GT3 Cup)

### 2008
- Porsche Carrera Cup – Deutschland
- Porsche Super Sport Cup – 1x 4. místo, 1x 2. místo, 5x 1. místo

### 2007
- Porsche Carrera Cup – Deutschland
- Porsche Super Sport Cup – 3x pódium
- Epilog – Mercedes Benz CLK – DTM – 2. místo absolutně

### 2006
- Formule BMW, Německo

### 2005
- Formule BMW, Německo

### 2004
- Mistr ČR, národní formule

### 2003
- Vicemistr ČR, národní formule

### 2002
- 8. místo, národní formule – začátek závodní kariéry

## Manažerská kariéra

### 2024
- Lamborghini Super Trofeo Europe
  - PRO-AM: Štefan Rosina – Bronislav Formánek – mistři Evropy
  - PRO: Jáchym Galáš – Matěj Pavlíček – 20. místo

- FIA CEZ
  - Vytrvalost GTC: Jakub Knoll – Josef Záruba: šampioni

### 2023
- Lamborghini Super Trofeo Europe
  - PRO-AM: Karol Basz - Bronislav Formánek - 2x 3. místo
  - LC CUP: Libor Dvořáček - Kurt Wagner
- FIA CEZ - Mezinárodní mistrovství ČR automobilů na okruzích - tituly mistra a vicemistra ČR (sprint) a vicemistra (endurance)
  - Jezdci a výsledky
    - GTC sprint: Jáchym Galáš - mistr ČR
    - GTC sprint: Matěj Pavlíček - vicemistr ČR
    - GTC endurance: Josef Záruba - Kurt Wagner - vicemistři ČR

### 2022
- Lamborghini Super Trofeo Europe - absolutně 3. místo PRO-AM (B. Formánek)
  - Jezdci a výsledky
    - PRO-AM: Bronislav Formánek - Josef Záruba - 1x 3. místo
    - PRO-AM: Karol Basz - Bronislav Formánek - 4x 1. místo, 1x 2. místo
    - LB Cup: Libor Dvořáček - Kurt Wagner
- FIA CEZ - Mezinárodní mistrovství ČR automobilů na okruzích
  - Jezdci a výsledky
    - GTC: Josef Záruba - 2x 1. místo, 1x 1. místo absolutně - sprint
    - GTC: Kurt Wagner - 1x 3. místo - sprint

### 2021
- Lamborghini Super Trofeo Europe
  - Jezdci a výsledky
    - PRO-AM: Bronislav Formánek - Josef Záruba, 3. místo v celkovém pořadí, 1. místo na Paul Ricard, celkem 6x podium
    - LB Cup: Libor Dvořáček 3x podium (účast pouze ve 3 závodních víkendech z důvodu zranění)
- TCR Eastern Europe
  - Michal Makeš / Cupra Leon TCR, 1. místo - titul TCR Eastern Europe, 2x 1. místo, 2x 2. místo, 2. 3 místo

### 2020
- Lamborghini Super Trofeo Europe
- Jezdci a výsledky
  - PRO AM: Jakub Knoll - Bronislav Formánek, 5. místo v celkovém pořadí, 1x 2. místo na Paul Ricard (Formánek-Záruba)
  - LB Cup: Libor Dvořáček - Kurt Wagner, 1x 1. místo, 5x podium
- TCR Eastern Europe: Michal Makeš, 4. místo celkově, 1x 3. místo na Hungaroringu

### 2019
- Lamborghini Super Trofeo Europe
- Jezdci Jakub Knoll - Josef Záruba, Bronislav Formánek - Libor Dvořáček

### 2018
- Vozy Lamborghini Huracan
- Titul FIA CEZ - sprint, jezdec Josef Záruba

### 2016 - 2017
- Založení divize Lamborghini týmu Mičánek Motorsport
- Účast v zónovém mistrovství FIA CEZ a Carbonia Cup s vozy Lamborghini Gallardo

### 2013 - 2015
- Formula Renault 2.0 Northern European Cup - manažer Josefa Záruby
- největší úspěchy: 2. místo Nürburgring 2014